# Club Santo Domingo Betanzos
El Club Santo Domingo Betanzos es un equipo de baloncesto con sede en Betanzos, (La Coruña), que compite en Tercera FEB, cuarta categoría del baloncesto español.

## Historia
El club fue fundado en 1983 por iniciativa del entonces párroco de Santiago de Betanzos, en cuya parroquia se encuadra la iglesia y convento de Santo Domingo de la localidad, que da nombre al equipo. En sus primeros años carecía de una cancha estable en la que desarrollar su actividad, hasta que tres años más tarde, en 1986, se inauguraban las instalaciones deportivas de El Carregal, en cuyo polideportivo (de titularidad municipal) juega sus partidos como equipo local.
La entidad estuvo próxima a su desaparición en la primera década del siglo XXI, pero pudo superar sus problemas económicos y, en la actualidad, cuenta con unas nutridas categorías inferiores, tanto masculinas como femeninas, y con más de 200 licencias federativas. En cuanto al primer equipo masculino, participó ininterrumpidamente en el grupo A-B de la Liga EBA desde la temporada 2013-14 hasta la 2022-23. Solo tardaría un año en recuperar la categoría (ahora denominada Tercera FEB), tras alzarse con el campeonato del grupo gallego de Primera División Nacional.

## Últimas temporadas
| Temporada | Nivel | División    | Pos. | Resultado | LR    | PO | Copa | Copa |
| --------- | ----- | ----------- | ---- | --------- | ----- | -- | ---- | ---- |
| 2011-12   | 5     | 1ª División | 6º   | –         | 14-12 | –  | –    | –    |
| 2012-13   | 5     | 1ª División | 2º   | Ascenso   | 16-4  | –  | –    | –    |
| 2013-14   | 4     | Liga EBA    | 8º   | –         | 9-13  | –  | –    | –    |
| 2014-15   | 4     | Liga EBA    | 13º  | –         | 7-19  | –  | –    | –    |
| 2015-16   | 4     | Liga EBA    | 11º  | –         | 6-16  | –  | –    | –    |
| 2016-17   | 4     | Liga EBA    | 7º   | –         | 14-12 | –  | –    | –    |
| 2017-18   | 4     | Liga EBA    | 5º   | –         | 18-12 | –  | –    | –    |
| 2018-19   | 4     | Liga EBA    | 11º  | –         | 11-15 | –  | –    | –    |
| 2019-20*  | 4     | Liga EBA    | 8º   | –         | 8-12  | –  | –    | –    |
| 2020-21   | 4     | Liga EBA    | 7º   | –         | 8-12  | –  | –    | –    |
| 2021-22   | 4     | Liga EBA    | 13º  | –         | 13-17 | –  | –    | –    |
| 2022-23   | 4     | Liga EBA    | 11º  | Descenso  | 10-16 | –  | –    | –    |
| 2023-24   | 5     | 1ª División | 1º   | Ascenso   | 24-2  | –  | –    | –    |
| 2024-25   | 4     | Tercera FEB | –    | –         | –     | –  | –    | –    |

(*) Temporada suspendida por motivo de la Pandemia de COVID-19.

## Jugadores históricos destacados
- Tyson Pérez
- Abdou Thiam